# Vocabulario Ortográfico de la Lengua Portuguesa

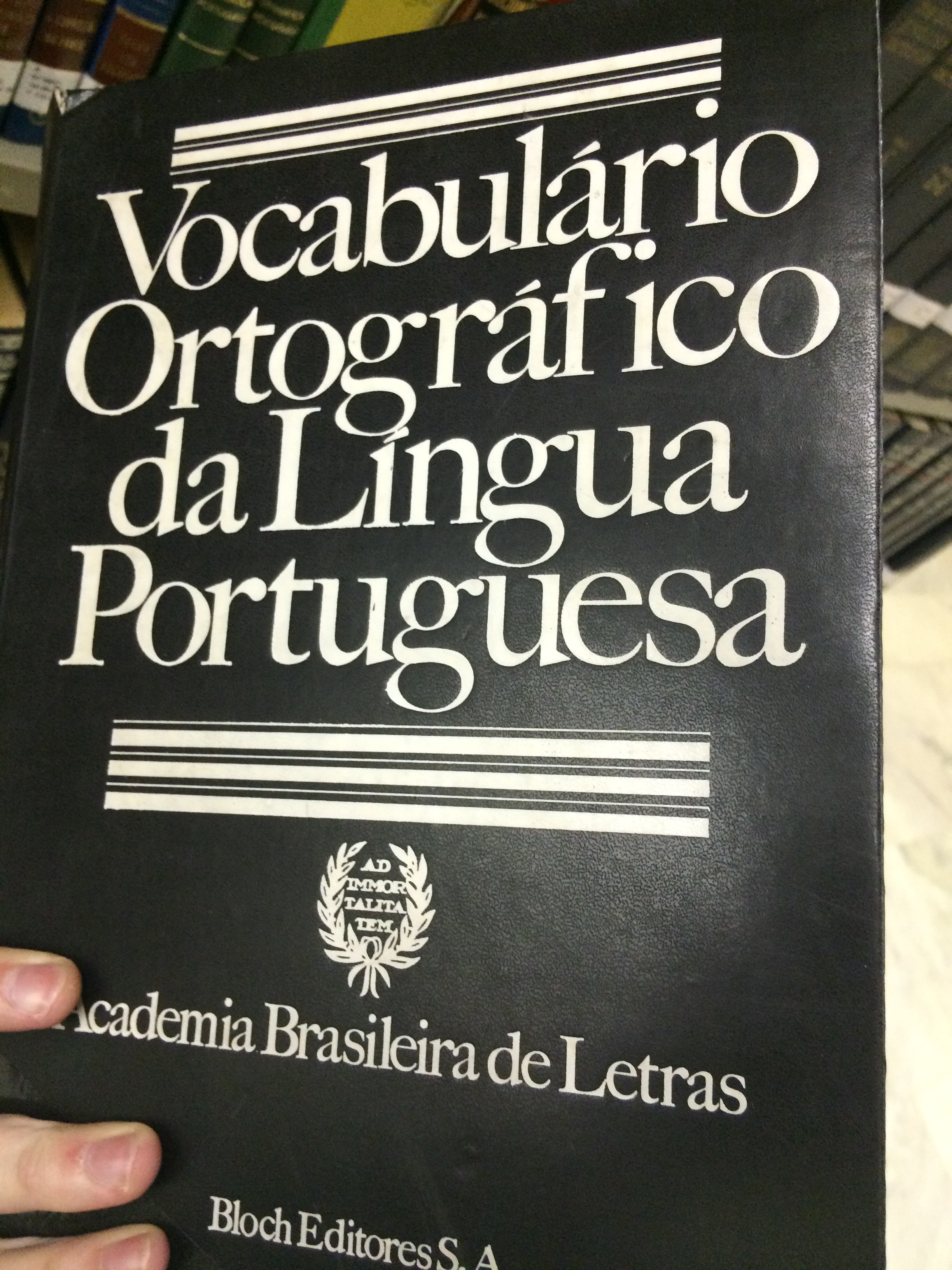
Primera edición del VOLP completo, editado por la Academia Brasileña de Letras, 1981, elaborado bajo coordinación de Antônio Houaiss.

Un Vocabulario Ortográfico de la Lengua Portuguesa (en portugués: Vocabulário Ortográfico da Língua Portuguesa, VOLP), es un volumen que recoge todas las palabras de la lengua portuguesa con indicación de su grafía, prosodia, ortoepía, clase gramatical y otras informaciones útiles, como las formas irregulares del femenino de sustantivos y adjetivos, plurales de nombres compuestos, etc.

## Historia
A lo largo del último siglo fueron publicadas diversas ediciones de Vocabularios Ortográficos de la Lengua Portuguesa, realizados por diferentes lingüistas y filólogos, ya portugueses, ya brasileños, y también por la Academia de las Ciencias de Lisboa y por la Academia Brasileña de Letras. 
El Acuerdo ortográfico de 1990 determina la publicación de un Vocabulario ortográfico común, que será el vocabulario oficial de la lengua portuguesa, válido para todos los países que tienen el portugués como lengua oficial. Ese Vocabulario ortográfico común se encuentra en fase de elaboración. Hasta el momento, existen diversos Vocabularios ortográficos de la Lengua Portuguesa académicos y no oficiales, elaborados en uno y en otro lado del Atlántico. 
Los principales Vocabularios Ortográficos no oficiales elaborados en Portugal y en Brasil en los últimos cien años son los siguientes:
- Gonçalves Viana. Vocabulario ortográfico y remissivo de la lengua portuguesa, París, Aillaud, Lisboa, Librería Bertrand, 1912.
- Academia de las Ciencias de Lisboa. Vocabulario ortográfico de la lengua portuguesa, Lisboa, Prensa Nacional, 1940.
- Antenor Nascentes. Vocabulario Ortográfico del idioma Nacional, Río de Janeiro, 1941.
- Academia Brasileña de Letras. Pequeño vocabulario ortográfico de la lengua portuguesa, Río de Janeiro, 1943.
- Rebelo Gonçalves. Vocabulario de la Lengua Portuguesa, Coímbra, Coimbra Editora, 1966.
- Academia Brasileña de Letras. Vocabulario Ortográfico de la Lengua Portuguesa, 1.ª edición, elaborado bajo la orientación de Antônio Houaiss, Río de Janeiro, Bloch Editores, 1981.
- Academia Brasileña de Letras. Vocabulario Onomástico de la Lengua Portuguesa (grafía oficial de nombres propios de personas, ciudades y países), Río de Janeiro, 1999.
- Academia Brasileña de Letras. Vocabulario Ortográfico de la Lengua Portuguesa, 5.ª edición, elaborado bajo la orientación de Evanildo Bechara, Río de Janeiro, 2009.[1]
- Instituto de Lingüística Teórica y Computacional. Vocabulario Ortográfico del Portugués, bajo coordinación de Margarita Correa, Lisboa, 2010.
- Academia de las Ciencias de Lisboa. Vocabulario Ortográfico Actualizado de la Lengua Portuguesa, Lisboa, 2012.

Además de esas obras de referencia, fueron también publicadas a lo largo de las últimas décadas numerosas versiones abreviadas, llamadas vocabularios ortográficos resumidos o pequeños vocabularios ortográficos, más allá de una miríada de prontuários ortográficos.

## Acuerdo Ortográfico de 1990 y el Vocabulario Ortográfico Común
La entrada en vigor de las nuevas normas resultantes de la aplicación del Acuerdo Ortográfico de 1990 obliga a la elaboración de un Vocabulario Ortográfico Común, que será el vocabulario oficial para todos los países lusófonos una vez concluido. A ese propósito, el propio texto del Acuerdo, en su artículo 2.º, refiere:

Os Estados signatários tomarão, a través das instituições e órgãos competentes, as providências necessárias com vista à elaboração, até 1 de Janeiro de 1993, de um vocabulário ortográfico comum da língua portuguesa, tão completo quanto desejável e tão normalizador quanto possível, no que se refere às terminologias científicas e técnicas.
Acordo Ortográfico de 1990

 En 2005, en escrito enviado al Instituto Camões, la Academia de las Ciencias de Lisboa, a través de João Malaca Casteleiro, confirmó la necesidad de la elaboración de un vocabulario común: «En el Acuerdo Ortográfico de 1990 está prevista la publicación de un "Vocabulario Ortográfico Unificado de la Lengua Portuguesa", elaborado por la Academia de las Ciencias de Lisboa (ACL) y por la Academia Brasileña de Letras (ABL), con la colaboración de las competentes instituciones de los países firmantes del Acuerdo, el cual constituirá un instrumento de consulta y de resolución de dudas, que la aplicación de cualquier Acuerdo siempre levanta».
Asimismo, Malaca Casteleiro declaró en 2006 que la ACL estaba preparada y disponible para efectuar en un plazo de seis meses una primera versión del vocabulario con cerca de 400.000 entradas, a someter a la ABL. El alejamiento de Malaca Casteleiro del cargo de presidente del Instituto de Lexicología y Lexicografía de la ACL, y la controversia que envolvió la revisión del Diccionario de la Lengua Portuguesa Contemporánea y la vinculación del académico a una editora comercial para la publicación de dos diccionarios, vendría a detener este proyecto de colaboración entre las dos academias.
Con la entrada en vigor del Acuerdo Ortográfico en Brasil en el inicio de 2009, el 18 de marzo, el presidente de la Academia Brasileña de Letras, Cícero Sandroni, entregó a tres ministros del gobierno brasileño los primeros ejemplares de la 5.ª edición revisada y actualizada del Vocabulario Ortográfico de la Lengua Portuguesa, con 349.737 palabras, bajo la responsabilidad del filólogo Evanildo Bechara. El académico brasileño dijo que, para la elaboración del nuevo VOLP, no fueron consultados especialistas portugueses porque «en ningún momento el Acuerdo habla en vocabulario común. El VOLP, por lo tanto, es brasileño, y los otros países de lengua portuguesa podrán crear el suyo».
En Portugal, en enero de 2010 fue publicado, con acceso gratuito, en el Portal de la Lengua Portuguesa el Vocabulario Ortográfico del Portugués, con cerca de 150.000 entradas con información flexional y derivacional, de manera que responda a las dudas frecuentes respecto a la formación de plurales y conjugación de verbos. La obra fue apoyada y financiada por el Fondo de la Lengua Portuguesa, dependiente de cuatro ministerios portugueses, y desarrollada en el Instituto de Lingüística Teórica y Computacional de Lisboa, siendo un repaso, ampliación y adaptación de la base de datos MorDebe. El proyecto está coordinado por Margarita Correa, profesora de la Facultad de Letras de la Universidad de Lisboa, contando con un gran número de consultores de diversas instituciones científicas portuguesas. El objetivo del proyecto es lograr llegar a 200.000 entradas, incluyendo diccionarios de nombres propios, topónimos y gentilicios, abreviaturas y símbolos. De los proyectos en curso en aquella institución faltan por desarrollar herramientas informáticas de adaptación al Acuerdo Ortográfico, como un conversor de ficheros y verificadores para programas de edición de texto, todos financiados públicamente y de distribución gratuita.
Por su lado, la Academia de las Ciencias de Lisboa anunció una nueva edición del Vocabulario de la Lengua Portuguesa, con los neologismos de uso generalizado, incorporados en el léxico común en Portugal, a lo largo de los últimos cuarenta años. La edición seguirá las reglas del Acuerdo Ortográfico de 1990 y contará con la supervisión científica de los profesores Maria Helena de la Roca Pereira y Aníbal Pinto de Castro, con la responsabilidad editorial de la Prensa Nacional-Casa de la Moneda. Artur Anselmo, que sustituyó a Malaca Casteleiro al frente del Instituto de Lexicología y Lexicografía de la ACL, explicó que será un Vocabulario resumido, con cerca de 60 a 70.000 entradas, teniendo por base el Vocabulario de Rebelo Gonçalves. Artur Anselmo explicó que, para la elaboración de un Vocabulario común a toda la lusofonia, «los diversos países signatarios tendrán que entenderse». La nueva edición del referido Vocabulario acabó por concretizarse bajo el nombre de Vocabulario Ortográfico Actualizado de la Lengua Portuguesa, finalmente publicado en 2012, por la Academia de las Ciencias de Lisboa.
Ninguno de esos vocabularios ortográficos (de la Academia Brasileña de Letras, de la Academia de las Ciencias de Lisboa, del ILTEC portugués, etc.) tiene, sin embargo, carácter oficial. El Acuerdo Ortográfico de 1990, que ya tiene fuerza de ley en Portugal y en Brasil, determina la publicación de un Vocabulario Ortográfico Común, que será el vocabulario oficial de la lengua portuguesa, válido para todos los países que tienen el portugués como lengua oficial, tan pronto como sea concluido. Ese Vocabulario Ortográfico Común se encuentra en fase de elaboración.

### Versiones del VOLP en línea
- Vocabulario ortográfico de la Academia Brasileña de Letras - 5.ª ed. 2009
- Vocabulario Ortográfico del Portugués, del Instituto de Lingüística Teórica y Computacional
- Vocabulario ortográfico (enlace roto disponible en Internet Archive; véase el historial, la primera versión y la última). de la Priberam
- Vocabulario ortográfico de la Puerto Editora - 1.ª ed. 2009

- Datos: Q10392259